# Kahveh Zahiroleslam
Kahveh Zahiroleslam (in persiano کاوه ظهیرالاسلام‎; Saratoga, 13 giugno 2002) è un calciatore statunitense, attaccante del Sint-Truiden.

## Biografia
È nato negli Stati Uniti da madre statunitense e padre iraniano.

## Carriera
Ha iniziato a giocare a calcio nel De Anza Force per poi passare agli Yale Bulldogs nel periodo in cui ha frequentato l'Università Yale. Nel 2022 ha inoltre giocato con i Chicago FC United, dove ha segnato 9 gol in 12 partite di USL League Two.
Dopo un provino superato con successo, il 4 agosto 2023 ha firmato con il Sint-Truiden in Belgio. Ha debuttato il 24 settembre seguente nell'incontro di Pro League pareggiato 3-3 contro il Genk

## Statistiche
Statistiche aggiornate al 1° aprile 2025
| Stagione            | Squadra             | Campionato          | Campionato | Campionato | Coppe nazionali | Coppe nazionali | Coppe nazionali | Coppe continentali | Coppe continentali | Coppe continentali | Altre coppe | Altre coppe | Altre coppe | Totale | Totale | Totale |
| Stagione            | Squadra             | Comp                | Pres       | Reti       | Comp            | Pres            | Reti            | Comp               | Pres               | Reti               | Comp        | Pres        | Reti        | Pres   | Reti   |        |
| ------------------- | ------------------- | ------------------- | ---------- | ---------- | --------------- | --------------- | --------------- | ------------------ | ------------------ | ------------------ | ----------- | ----------- | ----------- | ------ | ------ | ------ |
| 2022                | Chicago FC United   | USL-2               | 12         | 9          |                 | -               | -               |                    | -                  | -                  |             | -           | -           | 12     | 9      |        |
| 2023-2024           | Sint-Truiden        | D1                  | 27         | 5          | CB              | 1               | 1               |                    | -                  | -                  |             | -           | -           | 28     | 6      |        |
| 2024-2025           | Sint-Truiden        | D1                  | 17         | 3          | CB              | 1               | 0               |                    | -                  | -                  |             | -           | -           | 18     | 3      |        |
| Totale Sint-Truiden | Totale Sint-Truiden | Totale Sint-Truiden | 44         | 8          |                 | 2               | 1               |                    | -                  | -                  |             | -           | -           | 46     | 9      |        |
| Totale carriera     | Totale carriera     | Totale carriera     | 56         | 17         |                 | 2               | 1               |                    | -                  | -                  |             | -           | -           | 58     | 18     |        |